# Michel III de Vladimir
Michel III de Vladimir, dit Michel le Saint, fut grand-prince de Vladimir de 1304 à 1318.

## Biographie

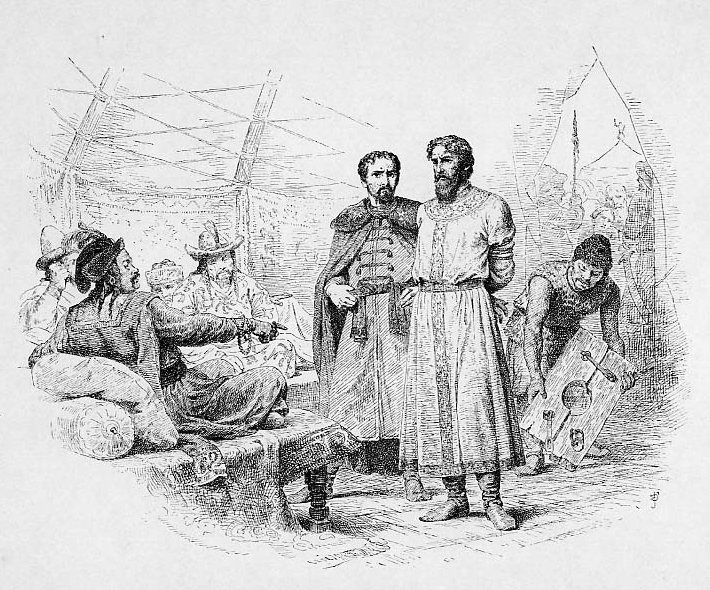
Michel de Vladimir auprès du khan Özbeg, vus par Vassili Verechtchaguine

Michel III est le fils de Iaroslav III de Vladimir et de Xénia de Novogorod.
Il est prince de Tver de 1285 à 1304. Tandis que la grande-principauté de Vladimir s'épuise en lutte internes  avec les Mongols, Tver, qui a été épargnée, prend de l'influence, aussi devient-il l'héritier d'André III de Vladimir.
Il est nommé grand-prince de Vladimir grâce à la protection du grand khan de Mongolie. En 1313, Iouri III de Moscou se rebelle contre lui et obtient l'alliance du Khan Özbeg de la Horde d'or dont il a épousé la sœur. Tous deux assiègent Michel à Tver. En 1317, Michel capture la femme de Iouri. En 1318, suspecté de l'avoir empoisonnée, il est appelé à la Cour du Khan à Saraï, pour se justifier. Mis à la torture, il est condamné à être empalé et décapité et il meurt de ses souffrances le 22 novembre 1318. Ramené en Russie, il est inhumé à Tver. L'Église orthodoxe russe le vénère comme saint.

## Union et descendance
De son union le 8 novembre 1294 avec Anne, fille de Dimitri de Rostov, morte le 3 octobre 1368, sont nés six enfants dont:
- Dimitri II de Vladimir grand-prince

- Alexandre II de Vladimir grand-prince

- Constantin (1304-1345) prince de Tver de 1327 à 1338 et en 1339.

- Vassili (mort en 1368) prince de Tver